# Vacances obligatoires
Vacances obligatoires est une œuvre autobiographique de Georges Simenon publiée pour la première fois aux Presses de la Cité en juin 1978.
L'œuvre est dictée à Saint-Sulpice près de Lausanne (hôtel du Débarcadère), du 15 juin au 21 juillet, puis à Evian-les-Bains (Royal Palace), du 25 juillet au 23 août 1976 ; et révisée du 10 au 12 novembre 1976.
Elle fait partie de ses Dictées.